# بعداً میبینمت
«بعداً میبینمت» آلبومی از هنرمند اهل یونان ونگلیس است که در سال ۱۹۸۰ میلادی منتشر شد.